# Marcei
Marcei ist eine Ortschaft und eine ehemalige französische Gemeinde mit etwa 203 Einwohnern (Stand: 1. Januar 2022) im Département Orne in der Region Normandie. 
Mit Wirkung vom 1. Januar 2015 wurden die früheren Gemeinden Saint-Christophe-le-Jajolet, Marcei, Saint-Loyer-des-Champs und Vrigny zur Commune nouvelle Boischampré zusammengelegt und haben in der neuen Gemeinde den Status einer Commune déléguée. Der Verwaltungssitz befindet sich im Ort Saint-Christophe-le-Jajolet.

## Lage
Nachbarorte sind Saint-Loyer-des-Champs im Nordwesten, Boissei-la-Lande im Nordosten, Médavy im Osten, Mortrée im Südosten, Montmerrei im Südwesten und Saint-Christophe-le-Jajolet im Westen.

## Bevölkerungsentwicklung
| Jahr      | 1962 | 1968 | 1975 | 1982 | 1990 | 1999 | 2008 | 2015 |
| --------- | ---- | ---- | ---- | ---- | ---- | ---- | ---- | ---- |
| Einwohner | 209  | 193  | 199  | 187  | 164  | 205  | 204  | 206  |

## Persönlichkeiten
- Marie-Emmanuelle Bayon Louis (1746–1825), Komponistin, Pianistin und Salonnière